# Corvus edithae
Corvus edithae е вид птица от семейство Вранови (Corvidae). Видът е незастрашен от изчезване.

## Разпространение
Разпространен е в Джибути, Еритрея, Етиопия, Кения, Сомалия и Судан.